# 井上元吉
井上 元吉（いのうえ もとよし）は、戦国時代の武将。毛利氏の家臣。安芸井上氏は清和源氏の流れを汲む信濃源氏井上氏の支流。

## 生涯
系譜は不明であるが、安芸井上氏に生まれる。
大永3年（1523年）に毛利幸松丸が死去した際に毛利元就に家督相続を要請した連署状に署名した15名の宿老の1人。この時、元吉は12番目に「井上新左衛門尉元吉」と署名している。また、享禄5年（1532年）7月13日の毛利氏家臣団32名が互いの利害調整を元就に要請した連署起請文では9番目に同様の署名をしている。
それ以外の動向は不明。